# Pino Lancetti
Pino Lancetti, all'anagrafe Giuseppe Lancetti (Bastia Umbra, 27 novembre 1932 – Roma, 8 marzo 2007), è stato uno stilista italiano, creatore del marchio Lancetti.

## Biografia
Pino Lancetti inizia la sua carriera artistica come pittore e decoratore di ceramiche. Terminati gli studi all'Istituto d'Arte "Bernardino di Betto" di Perugia, nel 1954 si trasferisce a Roma, dove apre il suo primo atelier in via Margutta. In questi anni inizia la collaborazione con le grandi firme della moda italiana emergente: Carosa, Emilio Schuberth, Alberto Fabiani, Simonetta e Antonelli. Le prime a credere nel talento del pittore-stilista furono però Irene Brin, giornalista e scrittrice, e Palma Bucarelli, critica e storica dell'arte, all'epoca direttrice della Galleria Nazionale d'Arte Moderna e Contemporanea di Roma.
È del 1961, il debutto di Pino Lancetti nell'Alta Moda con la prima sfilata nella "Sala Bianca" di Palazzo Pitti, anche se il successo arriva solo nel 1963 con una collezione di modelli d'ispirazione militare che anticipava i tempi. Lancetti fu, infatti, fra i primi stilisti a comprendere che stava mutando notevolmente sia la moda, sia il ruolo sociale della donna.

## Lo stile
Il successo internazionale sopraggiunge alla fine degli anni sessanta, quando lancia vestiti realizzati con tessuti stampati che si ispiravano alle opere dei grandi maestri dell'arte contemporanea: Chagall, Kandinskij, Klimt, Matisse, Modigliani, Picasso, ecc. Questo gli valse nel mondo della moda internazionale l'appellativo di sarto pittore. Indimenticabile, fra tutte, la collezione dedicata a Picasso e presentata nel 1986, anno in cui a Roma l'Accademia di Francia celebrò i 25 anni di attività dello stilista.
Il suo interesse espressivo si concentrò spesso anche sullo stile folk o sul Rinascimento italiano, enfatizzando le linee morbide ed i colori che da essi traeva.
Lancetti era il "collegamento" concreto tra la moda e l'arte, in tempi in cui queste reciproche influenze non erano così frequenti come oggi.

## Il marchio Lancetti
Lo stilista umbro, grazie alla fondazione del marchio e dell'azienda Lancetti non si occupava solo di abiti e tessuti, ma anche di borse, scarpe, profumi, ed accessori compresi l'alta bigiotteria. L'impero commerciale da lui creato non era nato per caso, ma era la sintesi di una ricerca assidua e di una sensibilità pittorica e poetica non comune. Dagli anni settanta a tutti gli anni novanta, le sue boutique spaziavano da Tokyo a New York, i suoi atelier da Milano a Roma.

## Le clienti
Fra le sue clienti più famose si ricordano: Ginger Rogers, Audrey Hepburn, Annie Girardot, la principessa Salimah Aga Khan, la principessa Soraya Esfandiary Bakhtiari, Paola Ruffo di Calabria, regina del Belgio dal 1993 al 2013, Hope Portocarrero de Somoza, First lady del Nicaragua e Silvana Mangano, per la quale nutriva una vera adorazione: "Le donne di oggi non sanno più essere eleganti - osservò in una delle sue ultime interviste - non c'è più attenzione, non c'è ricerca. Vedo solo sciatteria, massificazione, soprattutto tra le giovani. È l'era dei jeans e delle t-shirt. L'ultima donna elegante è stata Silvana Mangano: raffinata, bellissima, con quell'incarnato quasi trasparente, diafana negli ultimi anni della sua vita".

## Il ritiro
Nel 1999 decide di ritirarsi dal mondo della moda e cede la sua azienda ad un gruppo imprenditoriale torinese, per dedicarsi alla sua passione originale: la pittura.
Nel 2000, presso il Chiostro del Bramante a Roma, sfila la sua ultima collezione. Nello stesso anno riceve dal Presidente della Repubblica, Carlo Azeglio Ciampi, la decorazione di Grand'Ufficiale dell'Ordine al merito della Repubblica Italiana e gli viene conferito il premio alla carriera, consegnatogli dal Sindaco di Roma, Francesco Rutelli, durante le sfilate estive di Piazza di Spagna.

## La morte
Pino Lancetti è morto a Roma l'8 marzo 2007, all'età di 75 anni. La celebrazione funebre si è svolta il 10 marzo nella Basilica di Santa Maria del Popolo a Roma. Oggi riposa nel cimitero comunale della sua città natale: Bastia Umbra, che nel 2017 gli ha intitolato un largo presente nel centro storico della città.